# 練馬区立富士見台小学校
練馬区立富士見台小学校（ねりまくりつふじみだいしょうがっこう）は、東京都練馬区にある区立小学校。2019年(令和元年)5月時点の児童数は18学級581名。 

## 沿革
1973年に石神井東小学校および谷原小学校の学区を割いて設立された。
- 1973年（昭和48年）4月1日 - 現在地にて開設[2]。
- 1973年（昭和48年）6月20日 - 校章制定[2]。
- 1974年（昭和49年）3月8日 - 校歌制定[2]。

## 学校行事
| - 4月 - 5月 運動会 - 6月 | - 7月 6年生移動教室 - 8月 - 9月 | - 10月 ふじみだいフェスティバル - 11月 展覧会 - 12月 5年生移動教室 | - 1月 百人一首大会 - 2月 球技大会 - 3月 |

## 通学区域
西は笹目通り、北は目白通り、東は四商通りを境界とし、南はおおむね練馬高野台駅と東京都立第四商業高等学校を結ぶ線より北側が通学区域となる。
- 富士見台三丁目（13-22、37-45、56、60-63）
- 富士見台四丁目
- 高野台一丁目（6、8-23）
- 高野台二丁目
- 高野台四丁目の一部（笹目通り東）

## 進学先中学校
- 練馬区立石神井東中学校

区立中学校選択制度があり、上記の指定校以外の中学校を希望することも可能。

## 学区内の主な施設
- 練馬区立石神井東中学校
- 練馬区立生涯学習センター分館

## 交通
- 西武池袋線 練馬高野台駅から徒歩約10分